# Alyssum simulans
Alyssum simulans là một loài thực vật có hoa trong họ Cải. Loài này được Runemark ex Hartvig mô tả khoa học đầu tiên năm 2002.